# Кестель (Бурса)
Кестель (тур. Kestel) — район провинции Бурса (Турция), часть города Бурса.

## История
Во времена Византии здесь находилась крепость. В 1306 году эти места были захвачены османами, которые назвали эти места «Кастель» (от латинского «Castel» — «Крепость»). После русско-турецкой войны 1877—1878 годов здесь расселили переселенцев из Болгарии. С 1990 года Кестель стал районом города Бурса.